# Karl Ziegler (Beamter)
Hans Josef Karl Ziegler (* 2. März 1878 in Köln; † nach 1942) war ein deutscher Postbeamter, Leiter der Oberpostdirektion Köln und einziger Heeresfeldpostmeister.

## Leben

### Werdegang
Karl Ziegler besuchte die akademische Post- und Telegraphieschule in Berlin und begann ein Studium der Volkswirtschaft und Staatswissenschaften an der Universität zu Berlin. 1899/1900 diente er als Einjährig-Freiwilliger. 1910 war er für ein Jahr zum Studium des belgischen Postwesens in Brüssel.
Während des Ersten Weltkriegs war er u. a. von 1916 bis 1919 Leiter der deutschen Post- und Telegrafenverwaltung beim Oberbefehlshaber Ost. Vom 1. Januar 1916 an existierte die Post- und Telegrafenverwaltung mit dem Amtssitz in Rowno und hatte als Aufgabe den Post- und Telegrafenverkehr mit Deutschland, dem Generalgouvernement Warschau und dem Etappengebiet des Oberbefehlshabers Ost durchzuführen. Er erreichte den Dienstgrad eines Hauptmanns d. R. und wurde u. a. mit dem Eisernen Kreuz I. Klasse und dem Hamburger Hanseatenkreuz ausgezeichnet.
Nach dem Krieg kam er in das Reichspostministerium. 1920 wurde er erst Postrat und zwei Jahre später Oberpostrat. Von 1920 bis 1925 war er für den Völkerbund im Saargebiet eingesetzt. Anschließend war er für zwei Jahre Verkehrssachverständiger der Republik Kolumbien. 1928 wurde er Ministerialrat im Reichspostministerium.
Am Weltpostkongress nahm er 1924 (Stockholm) und 1929 (London) teil.
Am 30. Januar 1933 trat er in die NSDAP ein. Von Juli 1933 bis Mitte 1937 war er Leiter der Oberpostdirektion Köln bzw. Präsident der Reichspostdirektion Köln, später als Ministerialdirektor. Ende 1934 wurde durch den Gauleiter von Köln-Aachen, Josef Grohé, ein Parteiausschlussverfahren eingeleitet. Anfang Januar 1935 wurde die eigentlich terminierte Verhandlung vor dem Kölner Gaugericht verschoben. Am 30. August 1935 wurde Ziegler in München vom Obersten Parteigericht der NSDAP vernommen. Ein Ausschluss erfolgte aber nicht und er wurde später Leiter der Abteilung IV Personalwesen im Reichspostministerium.
Im August 1939 erhielt er mit der Mobilmachung seine Berufung als Heeresfeldpostmeister, welcher im OKH unter den Generalquartiermeister angesiedelt war.

### Heeresfeldpostmeister (HPM)
Der Heeresfeldpostmeister stand an der Spitze der Feldpostorganisation. Sein Stellvertreter war bis Dezember 1941 der Ministerialrat Hans Rost. Es folgte der Abteilungspräsident (Feldpostdirektor) Werner Seebass.
Mit der Einrichtung des Heeresfeldpostmeisters begann die deutsche Feldpost im Zweiten Weltkrieg.
Die Dienststellung des Heeresfeldpostmeisters erfolgte auf der Ebene eines Gruppenleiters. Er war Fachvorgesetzter aller Feldposteinheiten (Armeebriefstellen, Feldpostleitstellen und Feldpostämter). Als Schnittstelle in das Reichspostministerium wurde eine Feldpostabteilung mit einem Feldpostbüro eingerichtet. Damit waren dem Heeresfeldpostmeister die Armeefeldpostmeister auf der Reichspostebene, die einem Armeekorps zugewiesen waren, mit ca. 12.000 Mitarbeitern in 400 Feldpostämter unterstellt. Nach Zieglers Bericht sollen z. B. im Jahr 1942 25 Millionen Feldpostsendungen verschickt worden sein. Der Heeresfeldpostmeister hatte auch die Personalverantwortung über die Feldposteinheiten, was z. B. die Versetzung und Beförderung betraf.